# 19e méridien est
En géographie, le 19e méridien est est le méridien joignant les points de la surface de la Terre dont la longitude est égale à 19° est.

## Géographie

### Dimensions
Comme tous les autres méridiens, la longueur du 19e méridien correspond à une demi-circonférence terrestre, soit 20 003,932 km. Au niveau de l'équateur, il est distant du méridien de Greenwich de 2 115 km,.
Avec le 161e méridien ouest, il forme un grand cercle passant par les pôles géographiques terrestres.

### Régions traversées
En commençant par le pôle Nord et descendant vers le sud au pôle Sud, Le 19e méridien est passe par:
| Coordonnées          | Pays, territoire ou mer          | Notes                                                              |
| -------------------- | -------------------------------- | ------------------------------------------------------------------ |
| 90° 00′ N, 19° 00′ E | Océan Arctique                   |                                                                    |
| 80° 09′ N, 19° 00′ E | Norvège                          | Îles de Nordaustlandet et du Spitzberg, Svalbard                   |
| 78° 05′ N, 19° 00′ E | Mer de Barents                   |                                                                    |
| 74° 31′ N, 19° 00′ E | Norvège                          | Île aux Ours                                                       |
| 74° 23′ N, 19° 00′ E | Océan Atlantique                 | Mer de Norvège                                                     |
| 70° 11′ N, 19° 00′ E | Norvège                          | Îles de Nordkvaløya, Ringvassøy, Kvaløya, Tromsøya et le continent |
| 68° 31′ N, 19° 00′ E | Suède                            |                                                                    |
| 63° 12′ N, 19° 00′ E | Mer Baltique                     | Golfe de Botnie                                                    |
| 59° 54′ N, 19° 00′ E | Suède                            |                                                                    |
| 59° 42′ N, 19° 00′ E | Mer Baltique                     | Passe juste à l'ouest de l'île de Gotska Sandön, Suède             |
| 57° 55′ N, 19° 00′ E | Suède                            | Île de Gotland                                                     |
| 57° 46′ N, 19° 00′ E | Mer Baltique                     |                                                                    |
| 54° 21′ N, 19° 00′ E | Pologne                          | Passe juste à l'ouest de Katowice                                  |
| 49° 24′ N, 19° 00′ E | Slovaquie                        |                                                                    |
| 48° 03′ N, 19° 00′ E | Hongrie                          | Passe juste à l'ouest de Budapest                                  |
| 45° 57′ N, 19° 00′ E | Serbie                           |                                                                    |
| 45° 33′ N, 19° 00′ E | Croatie                          | Sur environ 16 km                                                  |
| 45° 24′ N, 19° 00′ E | Serbie                           | Sur environ 4 km                                                   |
| 45° 22′ N, 19° 00′ E | Croatie                          |                                                                    |
| 44° 51′ N, 19° 00′ E | Bosnie-Herzégovine               |                                                                    |
| 43° 32′ N, 19° 00′ E | Monténégro                       | Sur environ 13 km                                                  |
| 43° 24′ N, 19° 00′ E | Bosnie-Herzégovine               | Sur environ 14 km                                                  |
| 43° 16′ N, 19° 00′ E | Monténégro                       |                                                                    |
| 42° 09′ N, 19° 00′ E | Mer Méditerranée                 |                                                                    |
| 30° 16′ N, 19° 00′ E | Libye                            |                                                                    |
| 22° 02′ N, 19° 00′ E | Tchad                            |                                                                    |
| 8° 59′ N, 19° 00′ E  | République centrafricaine        |                                                                    |
| 8° 46′ N, 19° 00′ E  | Tchad                            |                                                                    |
| 8° 31′ N, 19° 00′ E  | République centrafricaine        |                                                                    |
| 4° 44′ N, 19° 00′ E  | République démocratique du Congo |                                                                    |
| 8° 00′ S, 19° 00′ E  | Angola                           |                                                                    |
| 17° 50′ S, 19° 00′ E | Namibie                          |                                                                    |
| 28° 54′ S, 19° 00′ E | Afrique du Sud                   | Cap-Nord Cap-Occidental                                            |
| 34° 20′ S, 19° 00′ E | Océan Atlantique                 |                                                                    |
| 60° 00′ S, 19° 00′ E | Océan Austral                    |                                                                    |
| 69° 56′ S, 19° 00′ E | Antarctique                      | Terre de la Reine-Maud, revendiquée par la Norvège                 |